# Danmarksserien 2017
La Danmarksserien 2017 è la 26ª edizione del campionato di football a 9, organizzato dalla DAFF.

## Squadre partecipanti
| Club                                   | Città             | Stadio | Sponsor ufficiale | Risultato nella stagione 2016 |
| -------------------------------------- | ----------------- | ------ | ----------------- | ----------------------------- |
| AaB 89ers II/ Thisted Brewers          | Aalborg/Thisted   |        |                   |                               |
| Aarhus Tigers II                       | Aarhus            |        |                   |                               |
| Herning Hawks                          | Herning           |        |                   |                               |
| Kolding Guardians                      | Kolding           |        |                   |                               |
| Middelfart Stingers/ Odense Badgers II | Middelfart/Odense |        |                   |                               |
| Midwest Musketeers                     | Viborg            |        |                   |                               |
| Næstved Vikings                        | Næstved           |        |                   |                               |
| Randers Rednex                         | Randers           |        |                   |                               |
| Skjern Trojans                         | Ringkøbing-Skjern |        |                   |                               |
| Triangle Razorbacks II                 | Vejle             |        |                   |                               |

## Stagione regolare

### Calendario

#### 1ª giornata
| Næstved 8 aprile 2017, ore 14:00 | Næstved Vikings | 46 – 6 referto | Skjern Trojans | H.G. Idrætsanlæg |

| Randers 8 aprile 2017, ore 14:00 | Randers Rednex | 36 – 0 referto | Middelfart Stingers/ Odense Badgers II | Thunder Field |

| Aalborg 9 aprile 2017, ore 14:00 | AaB 89ers II /Thisted Brewers | 24 – 6 referto | Triangle Razorbacks II | Aab´s anlæg |

| Herning 9 aprile 2017, ore 14:00 | Herning Hawks | 26 – 0 referto | Aarhus Tigers II | Herning Atletikstadion |

| Kolding 13 aprile 2017, ore 14:00 | Kolding Guardians | 12 – 32 referto | Midwest Musketeers | Bakkeskolen |

#### 2ª giornata
| Middelfart 15 aprile 2017, ore 14:00 | Middelfart Stingers /Odense Badgers II | 24 – 34 referto | Triangle Razorbacks II | Hyllehøjskolen |

| Ringkøbing-Skjern 16 aprile 2017, ore 14:00 | Skjern Trojans | 14 – 6 referto | Aarhus Tigers II | Ringkøbing-Skjern kulturcenter |

#### 3ª giornata
| Skive 22 aprile 2017, ore 14:00 | Midwest Musketeers | 6 – 0 referto | Herning Hawks | Resen Skole |

| Næstved 22 aprile 2017, ore 14:00 | Næstved Vikings | 50 – 0 referto | AaB 89ers II/ Thisted Brewers | H.G. Idrætsanlæg |

| Kolding 23 aprile 2017, ore 14:00 | Kolding Guardians | 34 – 8 referto | Randers Rednex | Bakkeskolen |

#### 4ª giornata
| Herning 29 aprile 2017, ore 14:00 | Herning Hawks | 29 – 32 referto | Randers Rednex | Herning Atletikstadion |

| Viby J 29 aprile 2017, ore 14:00 | Aarhus Tigers II | 6 – 26 referto | Næstved Vikings | Bøgeskovgård Idrætsanlæg |

| Vejle 30 aprile 2017, ore 14:00 | Triangle Razorbacks II | 16 – 48 referto | Kolding Guardians | Vejle Atletikstadion |

#### 5ª giornata
| Skive 7 maggio 2017, ore 14:00 | Midwest Musketeers | 38 – 6 referto | Skjern Trojans | Resen Skole |

#### 6ª giornata
| Vejle 12 maggio 2017, ore 14:00 | Triangle Razorbacks II | 14 – 24 referto | Næstved Vikings | Vejle Atletikstadion |

| Aalborg 12 maggio 2017, ore 14:00 | AaB 89ers II /Thisted Brewers | 6 – 20 referto | Herning Hawks | Aab´s anlæg |

| Viby J 13 maggio 2017, ore 14:00 | Aarhus Tigers II | 0 – 42 referto | Kolding Guardians | Bøgeskovgård Idrætsanlæg |

| Odense 14 maggio 2017, ore 14:00 | Middelfart Stingers /Odense Badgers II | 34 – 28 referto | Skjern Trojans | Bolbroparken |

#### 7ª giornata
| Kolding 20 maggio 2017, ore 14:00 | Kolding Guardians | 36 – 0 referto | Næstved Vikings | Bakkeskolen |

| Randers 21 maggio 2017, ore 14:00 | Randers Rednex | 34 – 16 referto | Midwest Musketeers | Thunder Field |

| Ringkøbing-Skjern 21 maggio 2017, ore 14:00 | Skjern Trojans | 50 – 0 referto | AaB 89ers II/ Thisted Brewers | Ringkøbing-Skjern kulturcenter |

#### 8ª giornata
| Herning 26 maggio 2017, ore 19:00 | Herning Hawks | 54 – 0 referto | Triangle Razorbacks II | Herning Atletikstadion |

| Skive 27 maggio 2017, ore 14:00 | Midwest Musketeers | 14 – 6 referto | Middelfart Stingers/ Odense Badgers II | Resen Skole |

| Viby J 28 maggio 2017, ore 14:00 | Aarhus Tigers II | 22 – 8 referto | Randers Rednex | Bøgeskovgård Idrætsanlæg |

#### 9ª giornata
| Middelfart 4 giugno 2017, ore 14:00 | Middelfart Stingers /Odense Badgers II | 0 – 55 referto | Kolding Guardians | Hyllehøjskolen |

| Aalborg 5 giugno 2017, ore 14:00 | AaB 89ers II /Thisted Brewers | 12 – 16 referto | Aarhus Tigers II | Aab´s anlæg |

| Ringkøbing-Skjern 5 giugno 2017, ore 14:00 | Skjern Trojans | 14 – 50 referto | Herning Hawks | Ringkøbing-Skjern kulturcenter |

#### 10ª giornata
| Næstved 10 giugno 2017, ore 14:00 | Næstved Vikings | 48 – 0 referto | Midwest Musketeers | H.G. Idrætsanlæg |

| Vejle 11 giugno 2017, ore 14:00 | Triangle Razorbacks II | 18 – 30 referto | Randers Rednex | Kirkebakkehallen |

#### 11ª giornata
| Herning 17 giugno 2017, ore 14:00 | Herning Hawks | 33 – 6 referto | Middelfart Stingers/ Odense Badgers II | Herning Atletikstadion |

| Skive 18 giugno 2017, ore 14:00 | Midwest Musketeers | 14 – 20 referto | AaB 89ers II/ Thisted Brewers | Resen Skole |

#### 12ª giornata
| Randers 24 giugno 2017, ore 14:00 | Randers Rednex | 0 – 42 referto | Næstved Vikings | Thunder Field |

| Kolding 25 giugno 2017, ore 14:00 | Kolding Guardians | 12 – 18 referto | Skjern Trojans | Bakkeskolen |

| Viby J 25 giugno 2017, ore 14:00 | Aarhus Tigers II | 6 – 0 referto | Triangle Razorbacks II | Bøgeskovgård Idrætsanlæg |

#### 13ª giornata
| Randers 13 agosto 2017, ore 14:00 | Randers Rednex | 6 – 16 referto | AaB 89ers II/ Thisted Brewers | Thunder Field |

| Vejle 13 agosto 2017, ore 14:00 | Triangle Razorbacks II | 56 – 24 referto | Skjern Trojans | Vejle Atletikstadion |

#### 14ª giornata
| Herning 19 agosto 2017, ore 14:00 | Herning Hawks | 28 – 0 referto | Kolding Guardians | Herning Atletikstadion |

| Næstved 19 agosto 2017, ore 14:00 | Næstved Vikings | 58 – 6 referto | Middelfart Stingers/ Odense Badgers II | H.G. Idrætsanlæg |

| Viborg 20 agosto 2017, ore 14:00 | Midwest Musketeers | 34 – 0 referto | Aarhus Tigers II | Viborg Katedralskole |

#### 15ª giornata
| Odense 26 agosto 2017, ore 14:00 | Middelfart Stingers /Odense Badgers II | 16 – 28 referto | Aarhus Tigers II | Bolbroparken |

| Ringkøbing-Skjern 27 agosto 2017, ore 14:00 | Skjern Trojans | 26 – 42 referto | Randers Rednex | Ringkøbing-Skjern kulturcenter |

#### 16ª giornata
| Aalborg 2 settembre 2017, ore 14:00 | AaB 89ers II /Thisted Brewers | 22 – 20 referto | Kolding Guardians | Aab´s anlæg |

| Næstved 2 settembre 2017, ore 14:00 | Næstved Vikings | 8 – 12 referto | Herning Hawks | H.G. Idrætsanlæg |

| Vejle 3 settembre 2017, ore 14:00 | Triangle Razorbacks II | 28 – 32 referto | Midwest Musketeers | Vejle Atletikstadion |

#### 17ª giornata
| Odense 10 settembre 2017, ore 14:00 | Middelfart Stingers /Odense Badgers II | 6 – 20 referto | AaB 89ers II/ Thisted Brewers | Bolbroparken |

### Classifica
La classifica della regular season è la seguente:
- PCT = percentuale di vittorie, G = partite giocate, V = partite vinte,  P = partite perse, PF = punti fatti, PS = punti subiti

| Pos. | Squadra                                | PCT  | G | V | N | P | PF  | PS  |
| ---- | -------------------------------------- | ---- | - | - | - | - | --- | --- |
| 1    | Herning Hawks                          | .778 | 9 | 7 | 0 | 2 | 252 | 72  |
| 2    | Næstved Vikings                        | .778 | 9 | 7 | 0 | 2 | 302 | 80  |
| 3    | Midwest Musketeers                     | .667 | 9 | 6 | 0 | 3 | 186 | 154 |
| 4    | AaB 89ers II/ Thisted Brewers          | .556 | 9 | 5 | 0 | 4 | 120 | 188 |
| 5    | Kolding Guardians                      | .556 | 9 | 5 | 0 | 4 | 259 | 124 |
| 6    | Randers Rednex                         | .556 | 9 | 5 | 0 | 4 | 196 | 203 |
| 7    | Aarhus Tigers II                       | .444 | 9 | 4 | 0 | 5 | 84  | 178 |
| 8    | Skjern Trojans                         | .333 | 9 | 3 | 0 | 6 | 186 | 284 |
| 9    | Triangle Razorbacks II                 | .222 | 9 | 2 | 0 | 7 | 172 | 266 |
| 10   | Middelfart Stingers/ Odense Badgers II | .111 | 9 | 1 | 0 | 8 | 98  | 306 |

## Playoff

### Tabellone
|  | Wild Card | Wild Card                     | Wild Card |  |  | Semifinali | Semifinali            | Semifinali      |                 |    | XXVI Elming Bowl | XXVI Elming Bowl | XXVI Elming Bowl |  |
|  |           |                               |           |  |  |            |                       |                 |                 |    |                  |                  |                  |  |
|  |           |                               |           |  |  | 1          | Herning Hawks         | 20              |                 |    |                  |                  |                  |  |
|  | 4         | AaB 89ers II/ Thisted Brewers | 12        |  |  |            | Randers Rednex        | 8               |                 |    |                  |                  |                  |  |
|  | 5         | Kolding Guardians             | 58        |  |  |            |                       |                 |                 |    | Herning Hawks    | Herning Hawks    | 0                |  |
|  |           |                               |           |  |  |            |                       | Næstved Vikings | Næstved Vikings | 20 |                  |                  |                  |  |
|  |           |                               |           |  |  | 2          | Næstved Vikings (dts) | 50              |                 |    |                  |                  |                  |  |
|  | 3         | Midwest Musketeers            | 0         |  |  |            | Kolding Guardians     | 0               |                 |    |                  |                  |                  |  |
|  | 6         | Randers Rednex                | 24        |  |  |            |                       |                 |                 |    |                  |                  |                  |  |

### Wild Card
| Aalborg 16 settembre 2017, ore 14:00 | AaB 89ers II /Thisted Brewers | 12 – 58 referto | Kolding Guardians | Aab´s anlæg |

| Viborg 17 settembre 2017, ore 14:00 | Midwest Musketeers | 0 – 24 referto | Randers Rednex | Viborg Katedralskole |

### Semifinali
| Herning 23 settembre 2017, ore 14:00 | Herning Hawks | 20 – 8 referto | Randers Rednex | Herning Atletikstadion |

| Næstved 23 settembre 2017, ore 14:00 | Næstved Vikings | 50 – 0 (a tavolino) referto | Kolding Guardians | H.G. Idrætsanlæg |

### XXVI Elming Bowl
| Herning 30 settembre 2017, ore 17:15 | Herning Hawks | 0 – 20 referto | Næstved Vikings | Herning Atletikstadion |

## Verdetti
- Næstved Vikings Vincitori dell'Elming Bowl 2017